# Étude des gisements
 (septembre 2017).
Si vous disposez d'ouvrages ou d'articles de référence ou si vous connaissez des sites web de qualité traitant du thème abordé ici, merci de compléter l'article en donnant les références utiles à sa vérifiabilité et en les liant à la section « Notes et références ».
L'étude des gisements est une branche de l'ingénierie pétrolière qui applique les principes scientifiques pour les problèmes de drainage survenant durant le développement et la production des gisements de pétrole et de gaz de façon à obtenir une forte rentabilité économique. 
L'étude des gisements fait appel à la géologie souterraine ou de subsurface, la géophysique avec les données pétrophysique ,les mathématiques appliquées, et les lois fondamentales de la physique et de la chimie qui régissent le comportement des phases liquides et vapeurs du pétrole brut, du gaz naturel, et de l'eau dans la roche réservoir.